# Subuliniscus arambourgi
Subuliniscus arambourgi é uma espécie de gastrópode  da família Subulinidae.
É endémica do Quénia.